# Mother, Jugs & Speed
Mother, Jugs & Speed is een Amerikaanse komische film uit 1976, met in de hoofdrollen Bill Cosby, Raquel Welch en Harvey Keitel. De film gaat over de hevige concurrentie tussen twee privé-ambulancediensten in Los Angeles. Peter Yates was de regisseur. Joseph Barbera, een helft van Hanna-Barbera, was de "Executive Producer" van de film.
De film is een zwarte komedie die door de critici als een grotendeels mislukte mengeling van cynische komedie, drama en satire werd ontvangen. "[Er wordt] op diverse paarden gegokt en geen van alle haalt de eindstreep" schreef Bert Jansma in de Leidse Courant van 3 september 1976. Roger Ebert noemde de film "een ongelukkige kruising tussen M*A*S*H en As the World Turns, die niet goed weet of het een slapstick of een hard-boiled drama wil zijn en uiteindelijk geen van beide is. En hij heeft de meest onwaarschijnlijke liefdesscène sinds Nelson Eddy jodelde voor Jeanette MacDonald." Op de filmsite Rotten Tomatoes kreeg de film een score van rond de 50%.

## Verhaal
Krachtens een nieuwe wet krijgt de eerste ambulance die op de plaats van een ongeval aankomt het contract om de slachtoffers naar het ziekenhuis te vervoeren. Er ontstaat zo een hevige concurrentiestrijd tussen twee  ambulancediensten die er alles voor doen om doden en gewonden voor elkaars neus weg te kapen. Een daarvan is F+B Ambulance Service, met een geschifte ploeg bestaande uit "Mother" (Bill Cosby), de chauffeur die regelmatig beschonken achter het stuur zit; "Speed" (Harvey Keitel), een politieman die geschorst is vanwege drugsfeiten; en "Jugs" (Raquel Welch), de rondborstige secretaresse die het werk organiseert.

## Rolverdeling
| Acteur          | Personage                              |
| --------------- | -------------------------------------- |
| Bill Cosby      | "Mother"                               |
| Raquel Welch    | "Jugs"                                 |
| Harvey Keitel   | "Speed"                                |
| Allen Garfield  | Harry Fishbine; baas van F+B Ambulance |
| Larry Hagman    | Murdoch                                |
| Michael McManus | Walker                                 |
| Dick Butkus     | Rodeo                                  |
| L. Q. Jones     | Davey                                  |
| Bruce Davison   | Leroy                                  |

## Soundtrack
De originele soundtrack werd op lp uitgebracht door A&M Records, met daarop:
- Dance van Paul Jabara (twee versies);
- Star in My Life van Marriott;
- Show Me the Way van Peter Frampton;
- My Soul Is a Witness van Billy Preston;
- No Love Today (twee versies: van Will Jennings en Roger Nicholas, en van Pete Jolly);
- Thunder Thumbs and Lightnin' Licks van Dave Grusin, Louis Johnson en Paul Riser;
- Get the Funk Out Ma Face van Louis Johnson en Quincy Jones;
- Mellow Out van Larry Carlton.